# مادلین ایگل
مادلین ایگل (انگلیسی: Madeleine Egle؛ زادهٔ ۲۱ اوت ۱۹۹۸) ورزشکار لژسواری اهل اتریش است.
وی در مسابقات کشوری و بین‌المللی در مجموع برندهٔ ۲ مدال طلا، ۲ مدال برنز شده‌است.